# Courier 1B
Courier 1B war ein US-amerikanischer Kommunikationssatellit.
Es war der erste aktive (mit Relaisstation) Kommunikationssatellit überhaupt. Er wurde von der US Air Force betrieben und am 4. Oktober 1960 vom Cape Canaveral Launch Complex 17 gestartet. Der 230 kg schwere Satellit konnte im Store-and-dump-Verfahren Nachrichten von der Bodenstation aufzeichnen und später aussenden. Nach 17 Tagen reagierte der Satellit nicht mehr auf Kommandos. Man nimmt an, dass sich der Empfänger nicht mehr korrekt synchronisierte.